# Спуск Герцена
Спуск Ге́рцена — улица в Новочеркасске.

## История

### До революции
В 1817 году в Новочеркасск ожидался приезд русского императора Александра I. Атаман Донского казачьего войска граф М. И. Платов приказал построить на въездах в город арочные триумфальные ворота. Были выстроены три арки, но царский кортеж появился в городе только два года спустя.
Северо-восточные триумфальные ворота многие годы встречали приезжавших в город высоких гостей и всех направлявшихся на юг Российской империи — «на воды лечиться или на Кавказ воевать». Под аркой проезжали А. С. Пушкин и М. Ю. Лермонтов. В 1837 году Новочеркасск посетил император Николай I.

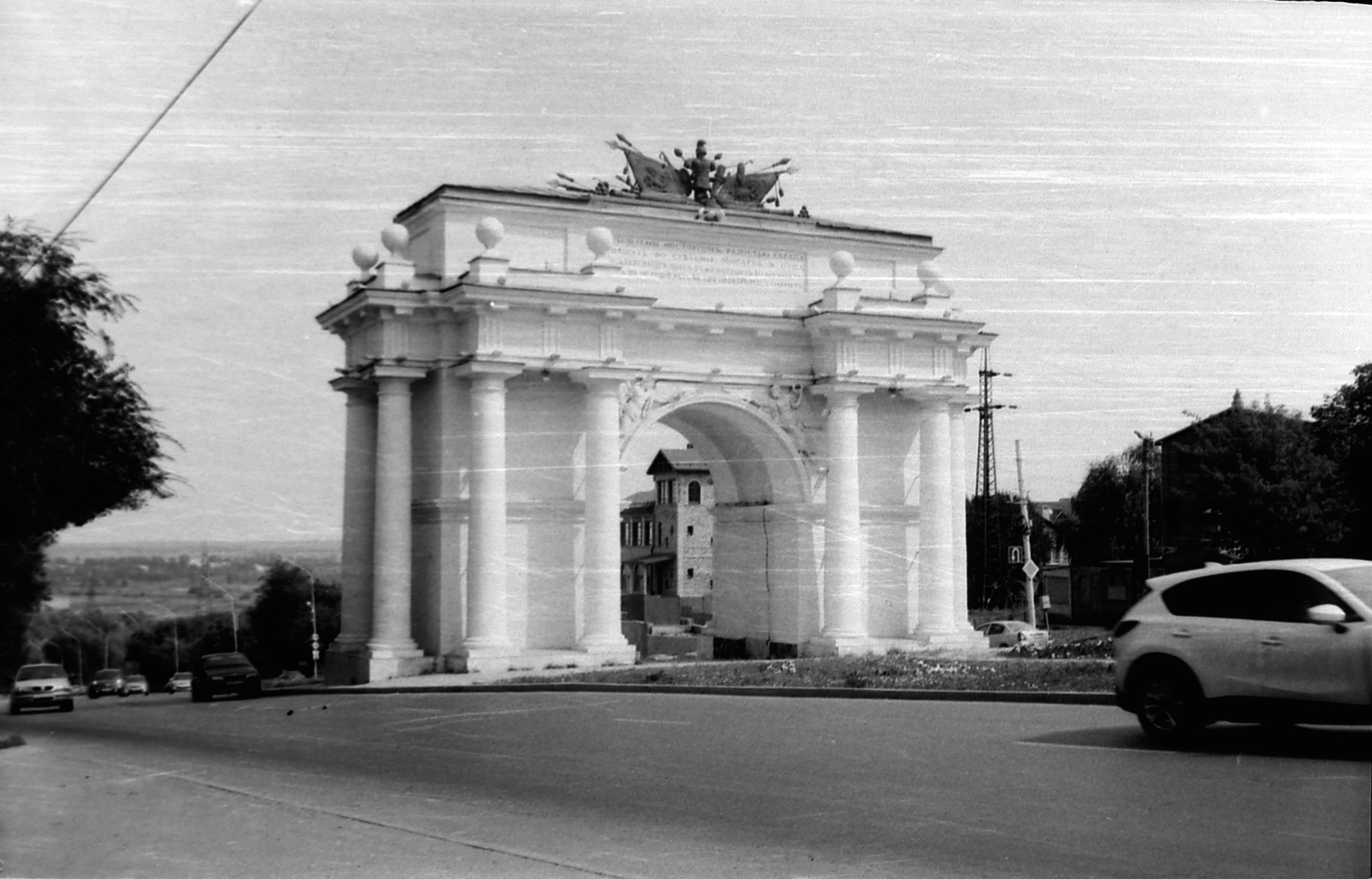
Триумфальная арка

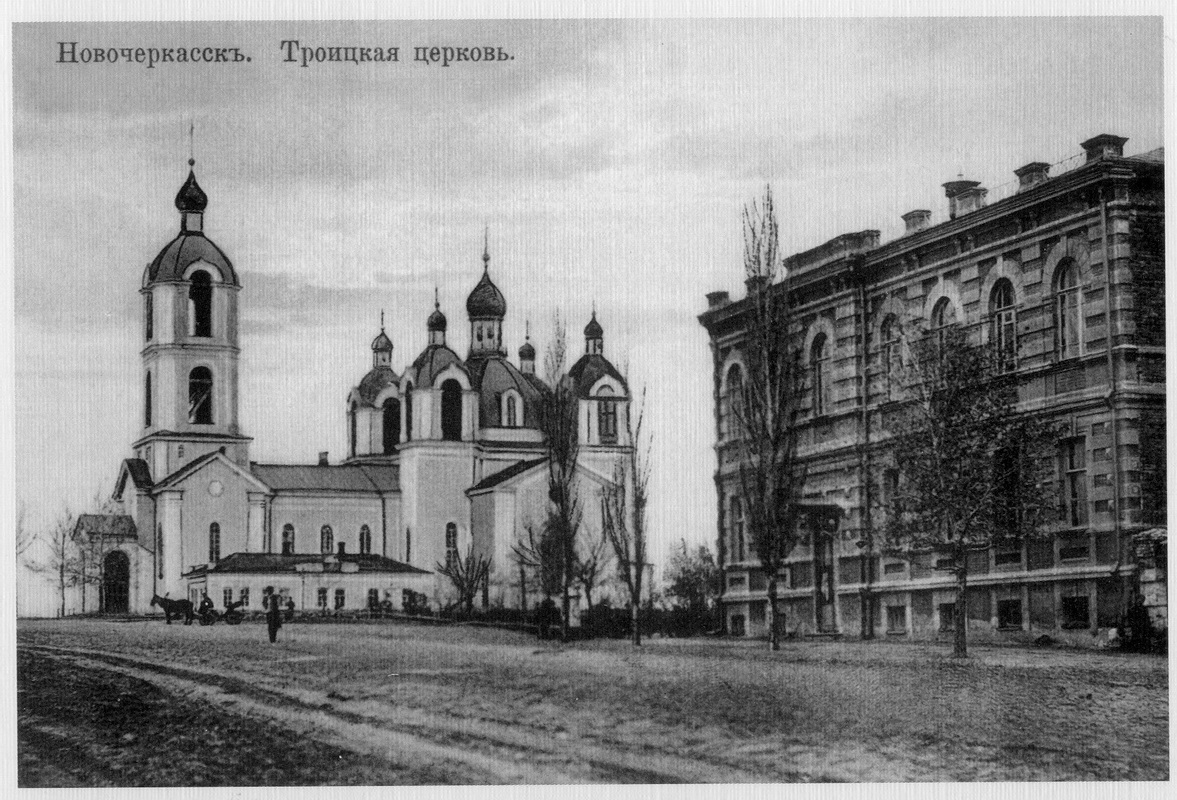
Троицкая церковь

К 1841 году были официально закреплены названия основных площадей, проспектов и улиц Новочеркасска. Спуск, идущий от Троицкой площади к реке Тузлов, назвали Санкт-Петербургским проспектом. На фотографиях конца XIX − начала XX века, сделанных с левого берега Тузлова, этот проспект хорошо просматривается до верхнего уровня, увенчанного Троицкой церковью с высокой многоярусной колокольней. В первой трети проспекта возвышается триумфальная арка, увековечившая память об участии донских казаков в Отечественной войне и заграничных походах русской армии 1813—1814 годов.
C постройкой в конце XIX века железной дороги, связавшей Санкт-Петербург и Москву с Кавказом, у Санкт-Петербургского проспекта исчезла важная функция — приём официальных гостей. Эта функция в большей перешла к Крещенскому спуску (в настоящее время Красный спуск), по которому прибывавшие в Новочеркасск гости поднимались от железнодорожного вокзала к Николаевской площади (ныне площадь Ермака), где находился Вознесенский собор — главный храм Донского казачества.

### После революции

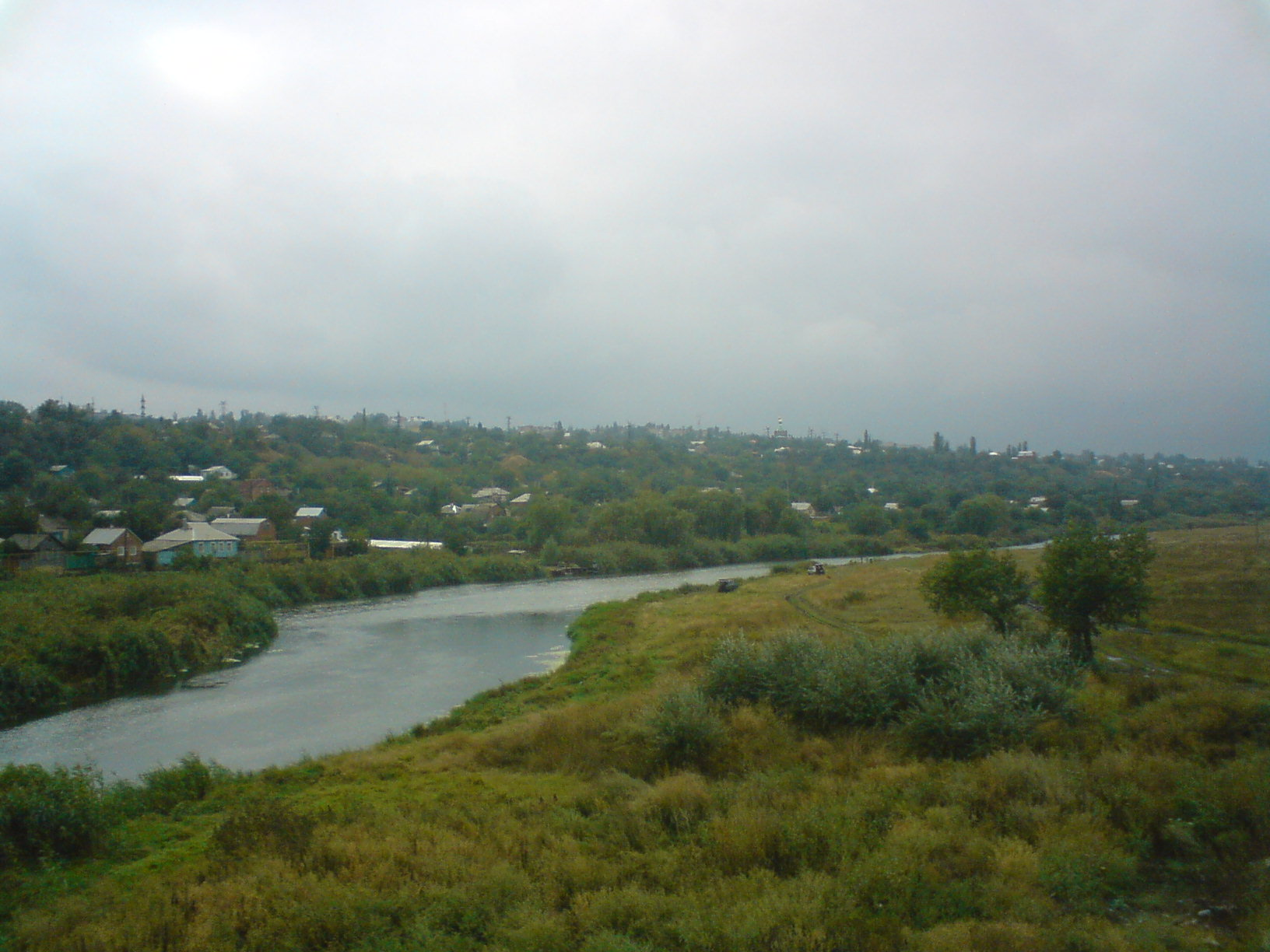
Вид на реку Тузлов со спуска Герцена

В Гражданскую войну, 7 января 1920 года, красный конно-сводный корпус 9-й армии под командованием Б. М. Думенко занял Новочеркасск. Это событие было запечатлено двумя донскими художниками: в 1925 году М. Б. Греков, бывший очевидцем этих событий, написал картину «Взятие Новочеркасска»; в 1982 году Н. В. Овечкин создал диораму «Освобождение Новочеркасска в 1920 году». В обеих произведениях на переднем плане изображены конники Думенко, а вдали — отступающие по Санкт-Петербургскому проспекту войска белого генерала В. И. Сидорина. После окончания войны, когда Петроград был переименован в Ленинград, новочеркасский Санкт-Петербургский проспект переименовали в спуск Герцена. В середине 1930-х годов снесли Троицкую церковь.
В Великую Отечественную войну, 25 июля 1942 года, город был оккупирован немцами. После освобождения Новочеркасска в 1943 году, военнопленные немцы несколько лет участвовали в восстановительных работах, в том числе на обустройстве спуска Герцена. Был уменьшен уклон его проезжей части, ниже к реке сделали насыпь, которая вывела спуск на уровень новых мостов через Тузлов и железную дорогу. Несмотря на уменьшение наклона, спуск остался достаточно крутым для автомобильного транспорта. Параллельно части спуска проходит трамвайная линия разнонаправленных маршрутов № 1 и № 3, которая через тузловский мост следует в соцгород. В послевоенные годы спуск Герцена стал связующим звеном между промышленным районом и старой частью Новочеркасска. В советское время, в майские и ноябрьские праздники, колонны трудящихся предприятий из соцгорода поднимались по спуску и вливались в общегородскую демонстрацию. По этому же спуску забастовавшие рабочие НЭВЗа и других заводов, преодолев заслон военных на мосту через Тузлов, направились вверх к центру города, где произошёл расстрел демонстрации.
В настоящее время спуск Герцена — современная улица, по которой автотранспорт следует в четыре ряда (два вниз и два вверх). По обеим сторонам спуска разбиты газоны с соснами, высаженными в конце 1960-х годов. Через эту магистраль осуществляется самое короткое автомобильное сообщение по Харьковскому шоссе между Новочеркасском и Шахтами, а также с Усть-Донецким районом. До постройки трассы М-4 «Дон» по этому маршруту шёл весь транспорт со стороны Воронежской области.